# FM-ligan i handboll
FM-ligan i handboll (officiellt: Aktialiiga), tidigare FM-serien i handboll, är Finlands högsta division i handboll för herrar. Den har spelats varje år sedan 1946. FM-serien i handboll för herrar bytte namn till FM-ligan i handboll år 2010.
TPS från Åbo kammade hem det första finländska mästerskapet, 1943. Det första ligamästerskapet, efter namnbytet, vann HC West från Grankulla år 2010.
Såväl dam- som herrhandbollen i Finland har genom tiderna dominerats av finlandssvenska idrottsföreningar. BK-46 från Karis i regionen Västnyland toppar herrarnas medaljtabell, med totalt 23 FM-guld. Flest guld sedan FM-ligan startade 2010 har Riihimäki Cocks (åtta FM-guld).
Antalet lag som har spelat per säsong i högsta divisionen i handboll för herrar har varierat mellan tolv och nio lag.

## Finländska mästare genom åren
- 1944 : TPS Åbo
- 1945 : HIFK
- 1946 : Union Helsinki
- 1947 : ingen mästare
- 1948 : ingen mästare
- 1949 : ingen mästare
- 1950 : Union Helsinki (2)
- 1951 : HIFK (2)
- 1952 : Karhun Pojat
- 1953 : Union Helsinki (3)
- 1954 : Karhun Pojat (2)
- 1955 : Union Helsinki (4)
- 1956 : Karhun Pojat (3)
- 1957 : Union Helsinki (5)
- 1958 : Union Helsinki (6)
- 1959 : Union Helsinki (7)
- 1960 : Union Helsinki (8)
- 1961 : Arsenal Helsinki
- 1962 : Arsenal Helsinki (2)
- 1963 : Arsenal Helsinki (3)
- 1964 : Union Helsinki (9)
- 1965 : HIFK (3)
- 1966 : HIFK (4)
- 1967 : UK-51 Helsinki
- 1968 : BK-46
- 1969 : UK-51 Helsinki (2)
- 1970 : UK-51 Helsinki (3)
- 1971 : UK-51 Helsinki (4)
- 1972 : HIFK (5)
- 1973 : HIFK (6)
- 1974 : HIFK (7)
- 1975 : Sparta Helsinki
- 1976 : Sparta Helsinki (2)
- 1977 : Sparta Helsinki (3)
- 1978 : HC Kiffen
- 1979 : BK-46 (2)
- 1980 : BK-46 (3)
- 1981 : Sjundeå IF
- 1982 : Sjundeå IF (2)
- 1983 : BK-46 (4)
- 1984 : BK-46 (5)
- 1985 : BK-46 (6)
- 1986 : BK-46 (7)
- 1987 : BK-46 (8)
- 1988 : BK-46 (9)
- 1989 : BK-46 (10)
- 1990 : Sjundeå IF (3)
- 1991 : BK-46 (11)
- 1992 : BK-46 (12)
- 1993 : Dicken
- 1994 : BK-46 (13)
- 1995 : BK-46 (14)
- 1996 : BK-46 (15)
- 1997 : BK-46 (16)
- 1998 : BK-46 (17)
- 1999 : GrIFK
- 2000 : HC Dennis
- 2001 : HC Dennis (2)
- 2002 : BK-46 (18)
- 2003 : BK-46 (19)
- 2004 : HC Dennis (3)
- 2005 : Sjundeå IF (4)
- 2006 : BK-46 (20)
- 2007 : Riihimäki Cocks
- 2008 : Riihimäki Cocks (2)
- 2009 : Riihimäki Cocks (3)
- 2010 : Riihimäki Cocks (4)
- 2011 : HC West
- 2012 : HC West (2)
- 2013 : Riihimäki Cocks (5)
- 2014 : Riihimäki Cocks (6)
- 2015 : Riihimäki Cocks (7)
- 2016 : Riihimäki Cocks (8)
- 2017 : Riihimäki Cocks (9)
- 2018 : Riihimäki Cocks (10)
- 2019 : Riihimäki Cocks (11)
- 2020 : ingen mästare på grund av covid-19-pandemin
- 2021 : Riihimäki Cocks (12)
- 2022 : BK-46 (21)
- 2023 : BK-46 (22)
- 2024 : BK-46 (23)

- Källa: [2]